# Адамович, Адам Фердинанд
А́дам Ферди́нанд (Осипович) Адамо́вич (пол. Adam Ferdynand Adamowicz, лит. Adomas Ferdinandas Adamovičius, 28 января 1802 — 12 мая 1881) — польский медик и педагог.

## Биография
Сын Юзефа Адамовича и Софии Йохер. В 1818-1822 он обучался в гимназии в Вильнюсе, где изучал ботанику и медицину. С 1822 года он был ассистентом Людвига Генрика Боянуса . Являлся учеником знаменитого Иосифа Ивановича Франка (Юзефа Франка). Адъюнкт Виленского университета (1824), затем профессор Виленской медико-хирургической академии (1834), занимавший кафедру сравнительной анатомии и ветеринарных наук. Преподавал историю медицины, сравнительную анатомию, зоохирургию, зоотерапию и другие предметы. Деятельный участник Виленского медицинского общества, его председатель (1841). Приобрёл имя как устройством при Виленском университете ветеринарного института, так и многими сочинениями.
Один из зачинателей бальнеологии в Литве. Начиная с 1842 опубликовал ряд статей о минеральных водах Друскеник, Стоклишек и других местностей. Почётный доктор Ягеллонского университета (1872).
Похоронен был на евангелическом протестантском кладбище в Вильне. В 1960 году его прах был перенесён на кладбище Расу.

## Важнейшие сочинения
- „Synopsis nosologiae veterinariae comparatae“ (Вильна, 1824), выдержавшее несколько изданий.
- „Zoonomia, czyli nauka о życiu zwierząt domowych“ (Вильна, 1838),
- „Collectanea medico-chirurgica“ (Вильна, 1836; в этом сборнике помещены замечательные клинические наблюдения автора)
- „Museum anatomicum Vilnense“ (Вильна, l842); это — описание Виленского анатомического музея до закрытия Виленской медико-хирургической академии и передачи её музеев Киевскому университету; здесь в предисловии, между прочим, помещена история Виленской медико-хирургической академии.
- „Rys początków i postępu anatomii w Polsce i Litwie“ (Вильна, 1855). Здесь история развития изучения анатомии в Польше и Литве, написанная автором в память 50-летия Виленского медицинского общества, основанного в 1805 г. Иосифом Франком.